# Карабин К31
Karabiner 31 (Карабин образца 1931 года или К31) — швейцарский карабин. Состоял на вооружении армии Швейцарии.

## Описание
Карабин 31 представляет собой винтовку с продольно-скользящим поворотным затвором под патрон калибра 7,5×55 мм. Съемный коробчатый магазин вмещает шесть патронов и может заряжаться с помощью загрузочной рамы (пачками) или отдельными патронами. Оружие было основано на системе Шмидта-Рубина, доработанной капитаном Фуррером, и производилось на Eidgenössische Waffenfabrik Bern. Первые 200 винтовок были переданы в войска для испытаний в 1931 г., отсюда и название Карабин 31. Карабин был заменен в 1958 г. на автомат SIG 57. К концу военного производства в 1958 году было выпущено 528 318 единиц. Карабин передавался солдатам швейцарской армии с 1933 по 1958 год в качестве личного оружия. Последние ружья были сняты с вооружения после 1970 года, но это не умаляло их активного использования в стрелковом спорте.

## Конструкция

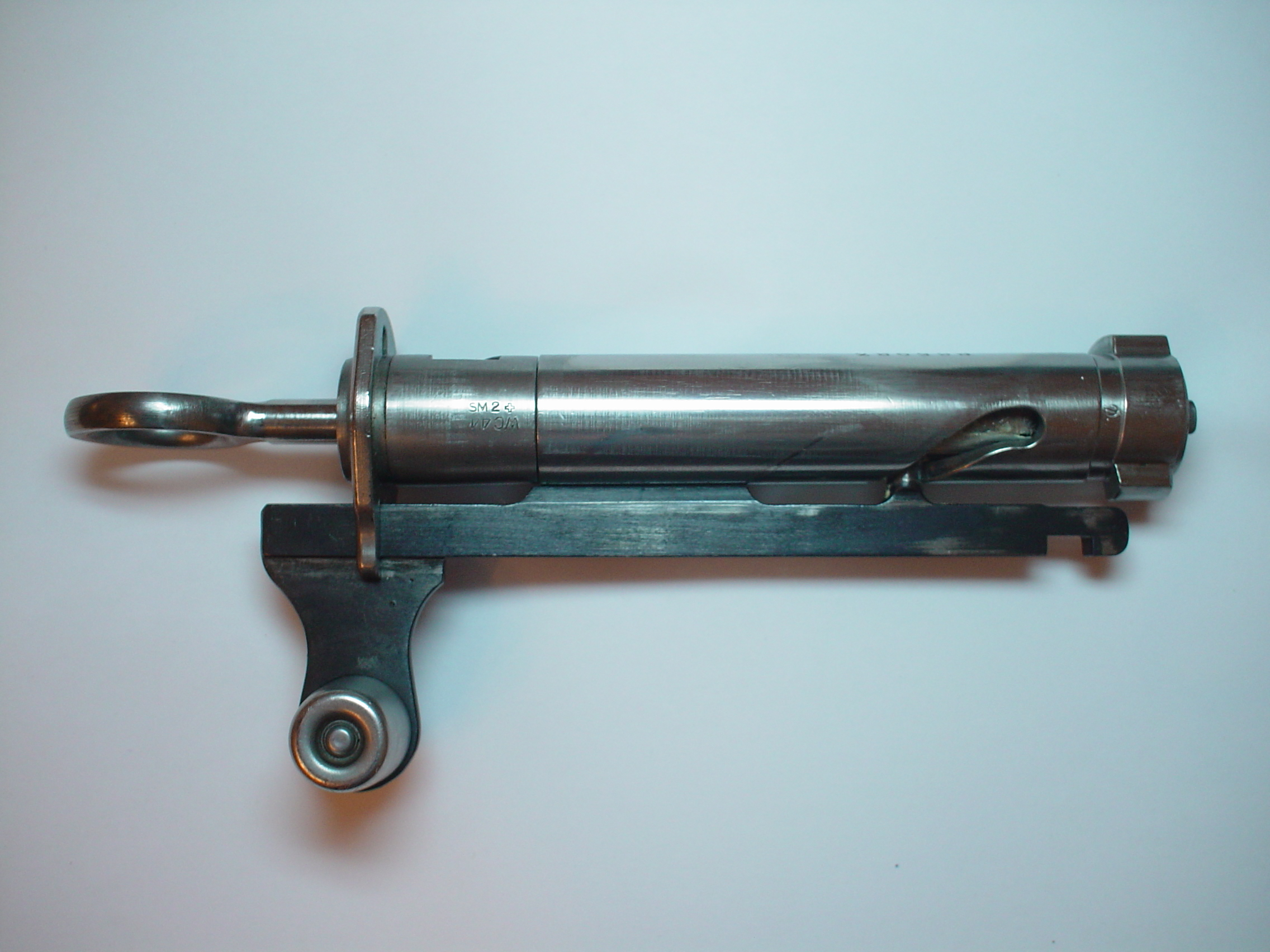
Затвор карабина 31

В отличие от многих других карабинов того времени, затворная система Шмидта-Рубина не требует передергивания рукоятки затвора для отпирания, что позволяет быстрее перезаряжать оружие и вести огонь. В отличие от более старого оружия Шмидта-Рубина, запорные штифты значительно более короткого поворотного затвора фиксируются непосредственно за патронником в кожухе-затворе, что позволило уменьшить общую длину затвора и кожуха-затвора по сравнению с Карабином 11 и удлинить ствол на 60 мм при той же длине оружия. Оружие было изготовлено по высоким техническим стандартам с очень жесткими допусками, поэтому о нём говорят, что оно обладает пресловутой швейцарской точностью.

## Карабины с оптическим прицелом (Zf. Kar. 31/42 и Zf. Kar. 31/43) и (Zf. Kar. 55)
Для оснащения снайперов в 1942 и 1943 годах выпускались карабины с оптическим прицелом, установленным сбоку на казенной части ствола. Для того, чтобы поле зрения не выходило за пределы передней части оружия, объектив можно было откинуть. Кроме того, это маскировало присутствие снайпера, так как прицел нельзя было разглядеть с первого взгляда.
Данные прицелов:
- Zf. Kar. 31/42, диаметр объектива: 9 мм / увеличение: 1,8 / поле зрения 125 ‰ / диапазон регулировки с шагом 100 м: 1000 м.
- Zf. Kar. 31/43, диаметр объектива: 12 мм / увеличение: 2,8 / поле зрения 80 ‰ / диапазон настройки с шагом 100 м: 700 м.

После войны в 1955 году был выпущен Zf. Kar. 55 с дульным тормозом, центральным упором и приставным прицелом Керн-Аарау. Поскольку прицел был установлен на казенной части ствола, перезарядка и выброс стреляной гильзы должны были производиться сбоку, что потребовало специально изготовленной для этой модели ложи из орехового дерева, наклоненной на 15° вправо. В конструкции Zf. Kar. 55 прослеживается влияние оружия, разработанного ещё в 1920-х годах. Принцип работы дульного тормоза был заимствован у пистолетов-пулеметов Томпсона модели 1921 года с дульным тормозом под названием «Cutts-Compensator».
В то время Zf. Kar. 55 описывалась как самая точная и красивая армейская винтовка в мире.[2] В действительности, Zf. Kar. 55 и сегодня способна поддерживать разброс системы менее 0,8 ‰ при стрельбе боеприпасами, что значительно превосходит современные требования к военным винтовкам DMR.
- Вес оружия, готового к стрельбе, без штыка: 6,1 кг.
- Вес без винтовки, незаряженной: 5,53 кг.
- Длина оружия. 121 см
- Высота оси ствола над землей при стрельбе с опоры 32 см
- Диаметр объектива: 25 мм / увеличение: 3,5 / поле зрения 75 ‰ / дальность установки с шагом 100 м: 800 м
- Дальность стрельбы по одиночным целям в сложных условиях освещения 500—600 м

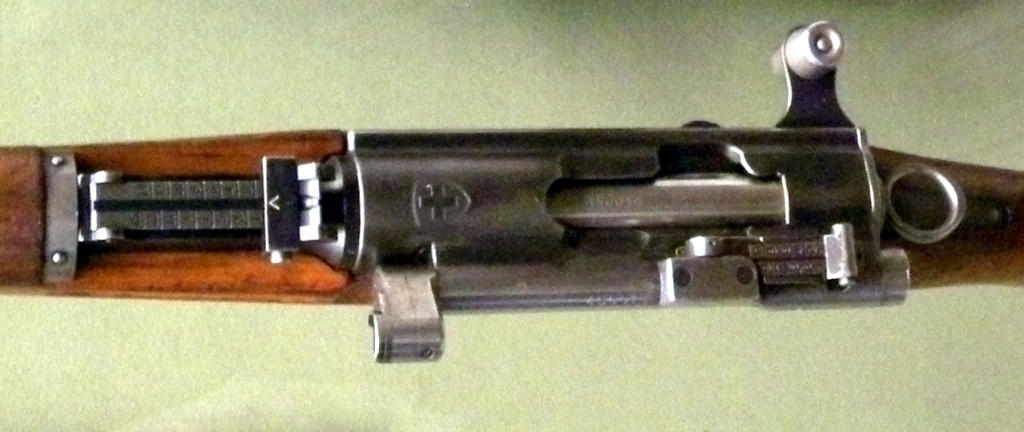
Выдвижная объективная линза на оптическом прицеле карабина 31/43

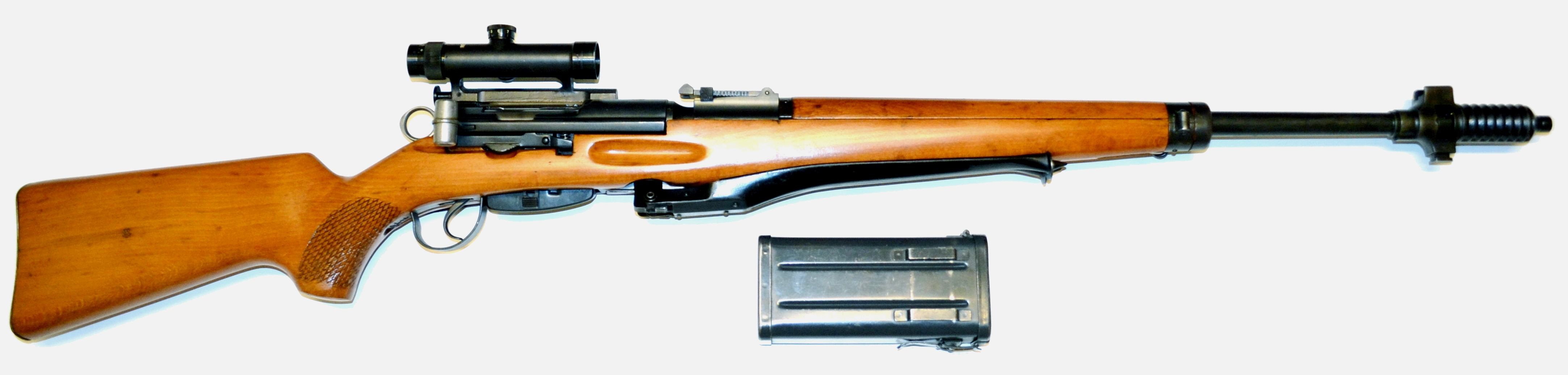
Прицел Карабин 55